# Vincent, François, Paul… et les autres
Pour plus de détails, voir Fiche technique et Distribution.
Vincent, François, Paul… et les autres est un film franco-italien réalisé par Claude Sautet, sorti en 1974.

## Synopsis
Des amis de longue date, Vincent, François, Paul — respectivement chef d'entreprise, médecin et écrivain —, tous la cinquantaine, se retrouvent régulièrement avec d'autres, dont le jeune boxeur Jean, pour boire, manger ou pour passer des fins de semaine à la campagne à discuter ensemble. Ils traversent tous plus ou moins une mauvaise passe sentimentale ou professionnelle. Vincent, par exemple, qui fut l'un des plus forts d'entre eux, accuse difficilement le coup depuis que sa femme Catherine l'a quitté ; il doit également faire face à des difficultés financières au sein de son entreprise. Et c'est justement à la suite d'un problème cardiaque vécu soudainement par Vincent que tous, autour de lui, vont peu à peu prendre conscience de la relativité de leurs problèmes personnels.

## Fiche technique
Sauf indication contraire, les informations mentionnées dans cette section peuvent être confirmées par la base de données cinématographiques Unifrance,  présente dans la section « Liens externes ».
- Titre original : Vincent, François, Paul… et les autres[1]
- Titre italien : Tre amici, le mogli e (affettuosamente) le altre[2]
- Réalisation : Claude Sautet
  - Assistants réalisateur : Jacques Santi et Jean-Claude Sussfeld
- Scénario : Jean-Loup Dabadie, Claude Néron et Claude Sautet d'après le roman La Grande Marrade de Claude Néron aux éditions Grasset
- Musique : Philippe Sarde
- Photographie : Jean Boffety
- Montage : Jacqueline Thiédot
- Décors : Théobald Meurisse
- Son : Jean-Pierre Ruh
- Costumes : Georgette Fillon
- Chef de production : Ralph Baum
- Production : Raymond Danon et Roland Girard
- Sociétés de production : Lira Films (Paris) et Presidente Produzioni (Rome)
- Société de distribution : Gaumont Distribution
- Pays d'origine :  France -  Italie
- Langue originale : français
- Format : couleur - 1,66:1 - 35 mm
- Genre : comédie dramatique, chronique sociale[1]
- Durée : 118 minutes[2] - 109 minutes pour la télévision (1999)
- Tournage : du 14 février au 15 mai 1974, principalement au château de Pommeuse
- Date de sortie : 
  - France : 2 octobre 1974[1]
  - Italie : 16 mai 1975
- Classification :
  - France : Tous publics

## Distribution
- Yves Montand : Vincent
- Michel Piccoli : François
- Serge Reggiani : Paul
- Gérard Depardieu : Jean Lavallée
- Stéphane Audran : Catherine, la femme de Vincent
- Marie Dubois : Lucie, la femme de François
- Umberto Orsini : Jacques
- Ludmila Mikaël : Marie, la jeune petite amie de Vincent
- Antonella Lualdi : Julia, la femme de Paul
- Catherine Allégret : Colette, la petite amie de Jean
- Betty Beckers : Myriam
- Yves Gabrielli : Michel
- Jean Capel : Jamain
- Mohamed Galoul : Jo Catano
- Jacques Richard : Armand
- David Tonelli : Marco
- Nicolas Vogel : Clovis
- Jean-Denis Robert : Pierre
- Myriam Boyer : Laurence
- Daniel Lecourtois : Georges, le père de Catherine
- Pierre Maguelon : Farina
- Maurice Auzel : Simon
- Maurice Travail : le comptable de Vincent
- Jean Lagache : l'adjoint de Becaru
- Marcel Portier : le père de Jean
- Ermanno Casanova : le patron du restaurant
- Henri Coutet : André
- Carlo Nell : le speaker
- Pippo Merisi : le soigneur chauve

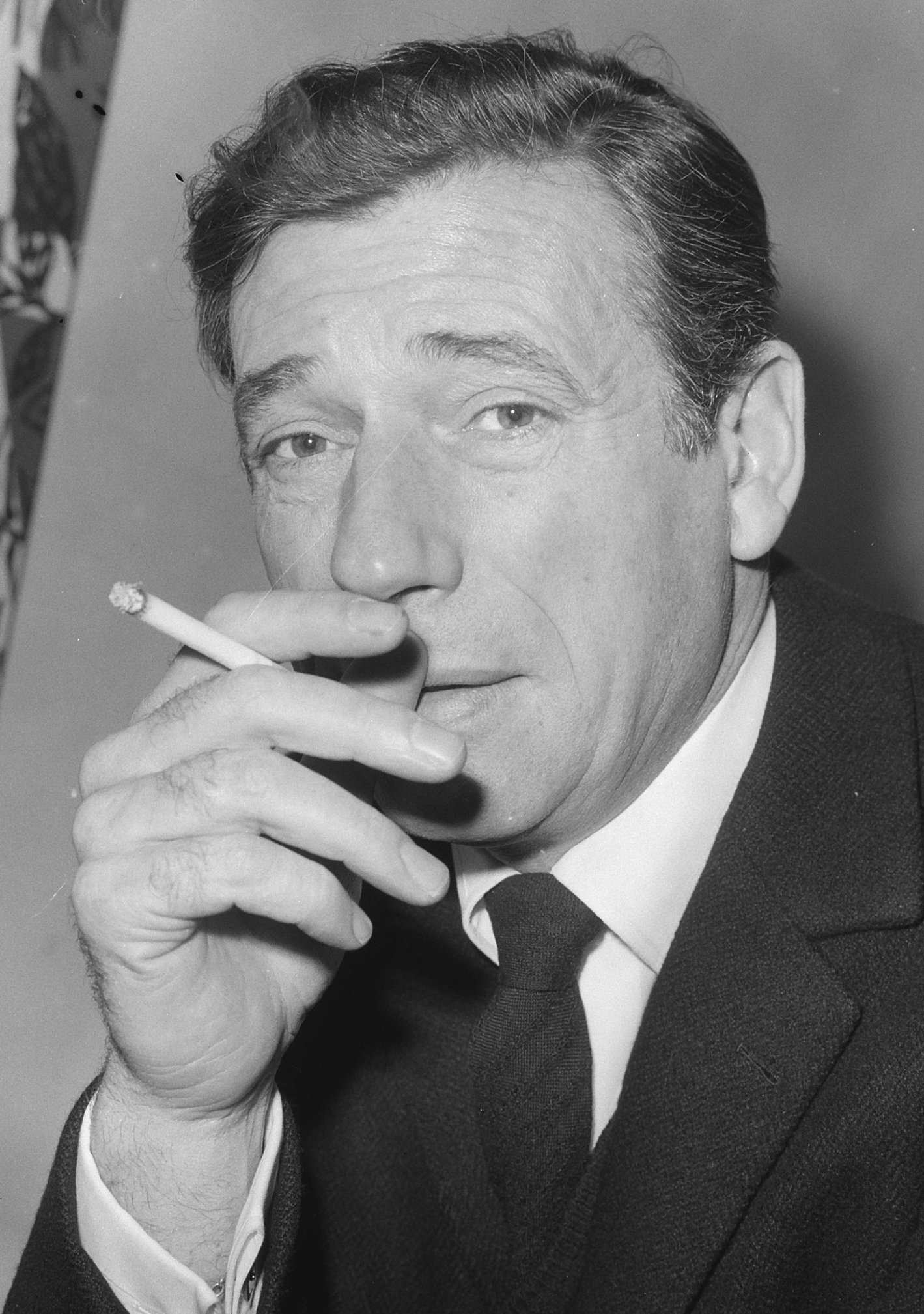
Yves Montand (Vincent)
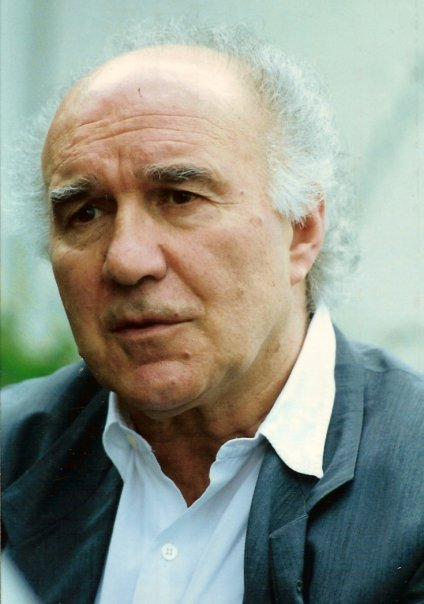
Michel Piccoli (François)
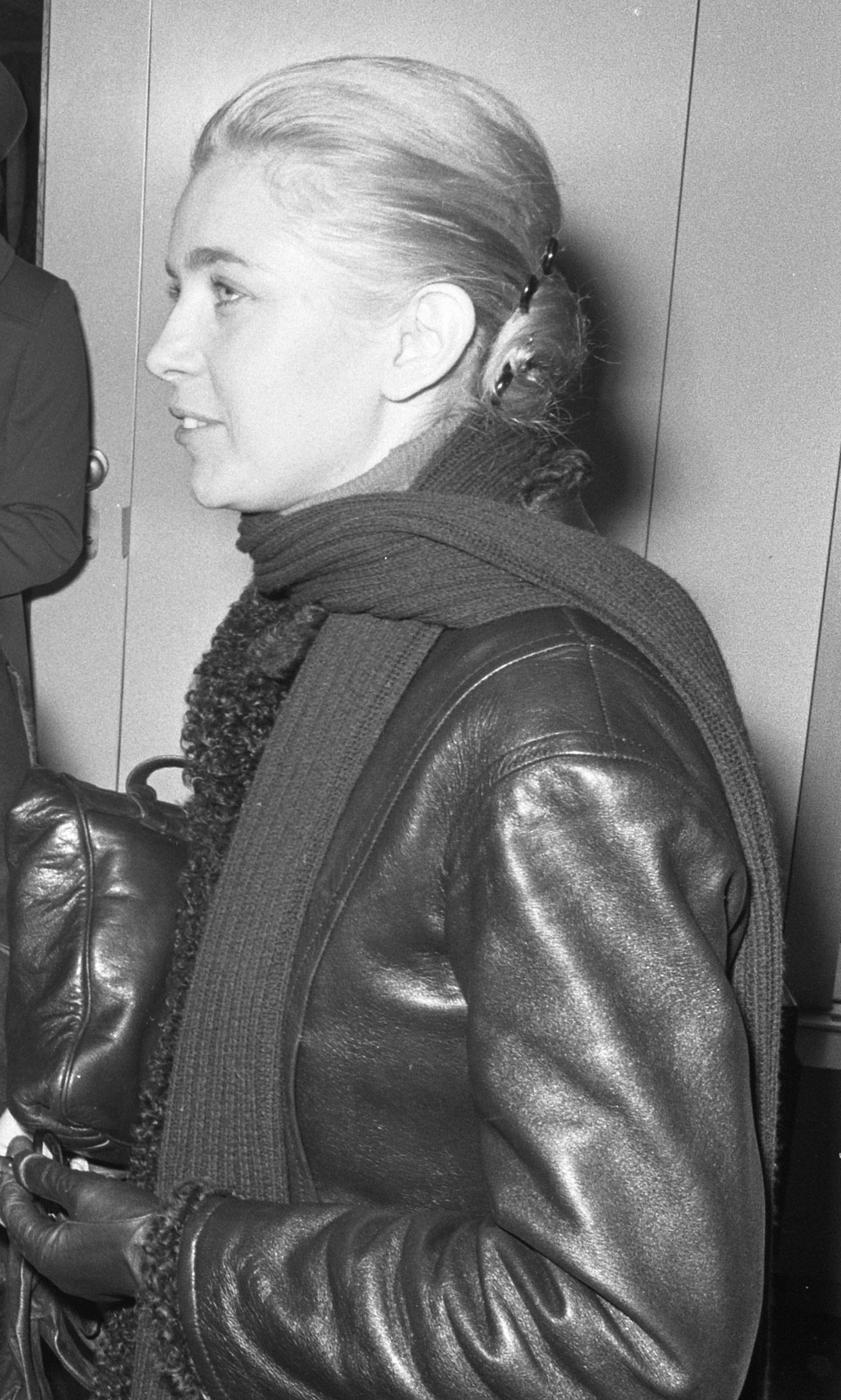
Marie Dubois (Lucie)
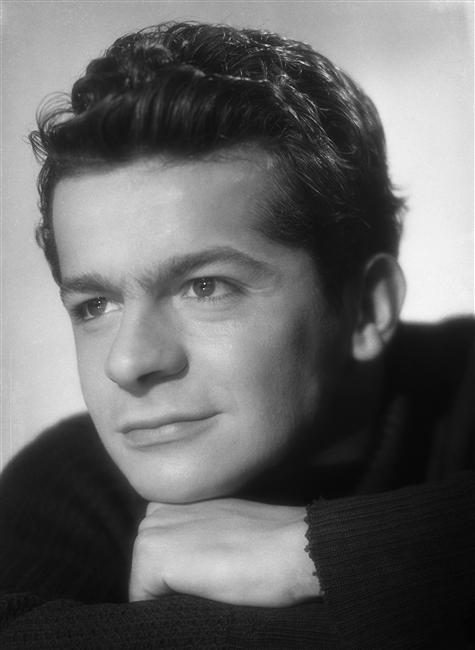
Serge Reggiani (Paul)
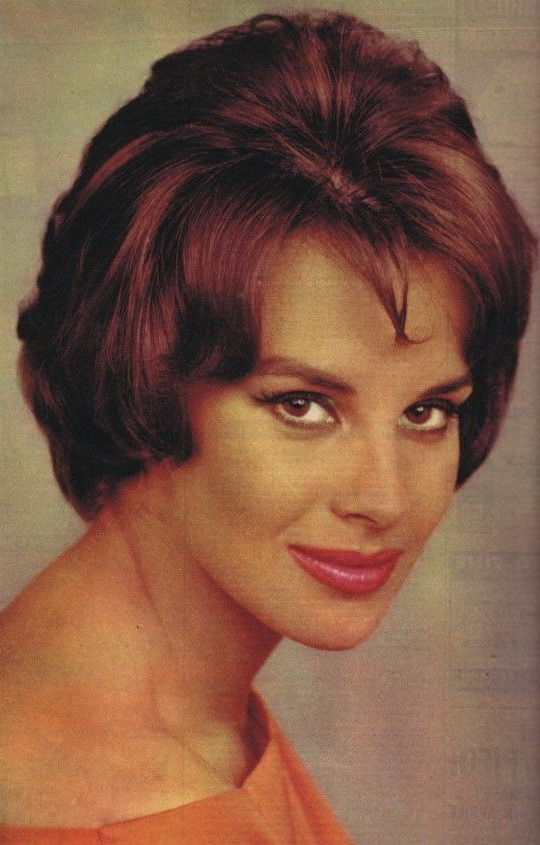
Antonella Lualdi (Julia)
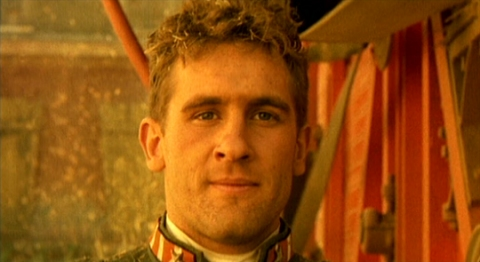
Gérard Depardieu (Jean)
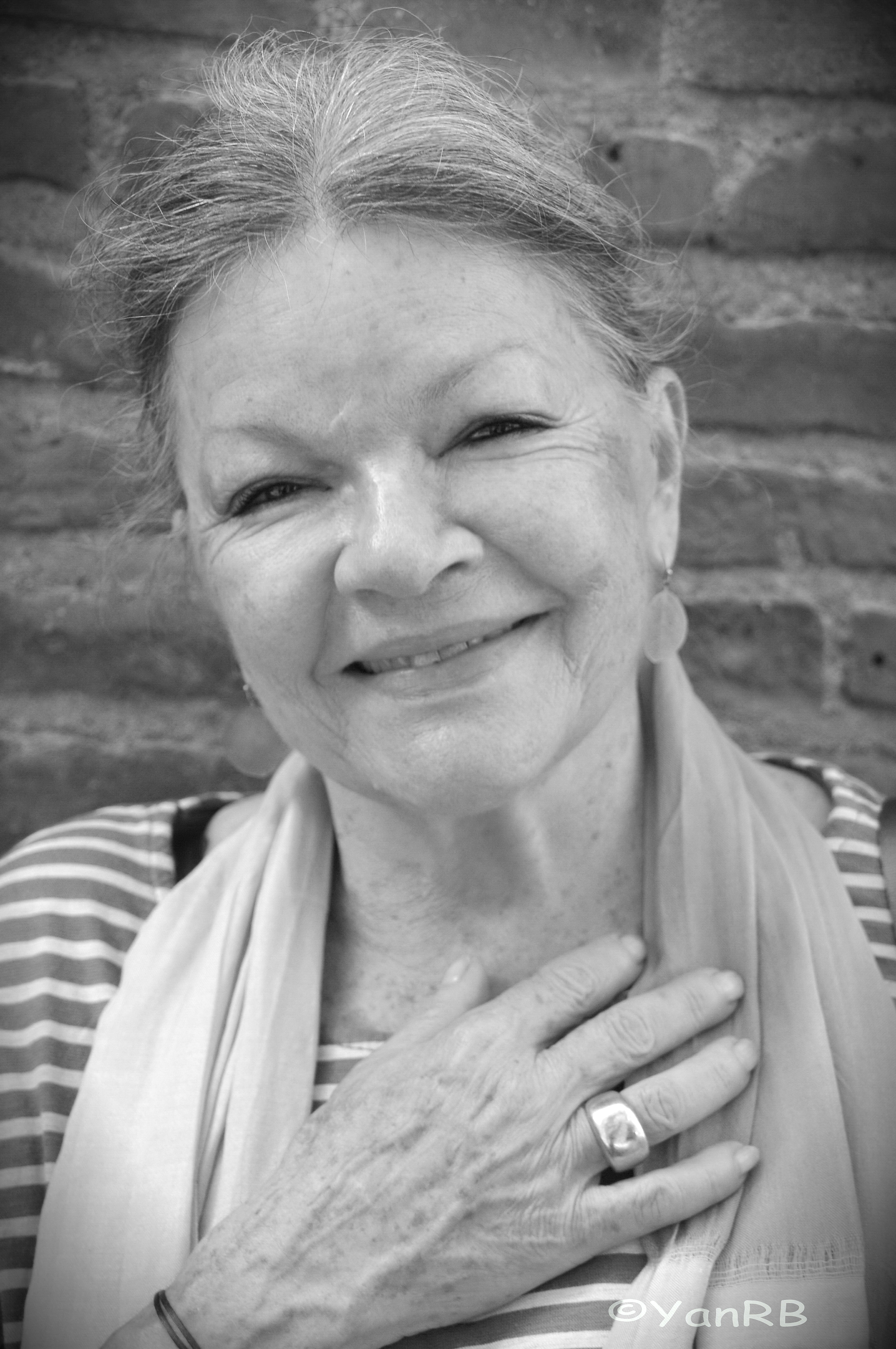
Catherine Allégret (Colette)
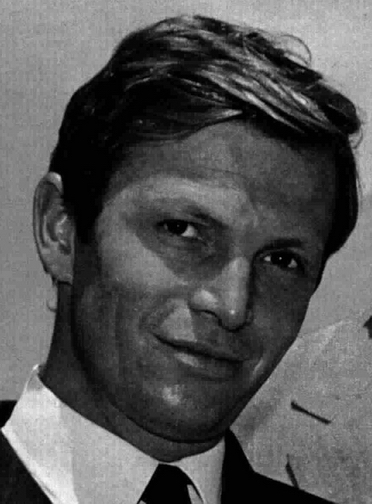
Umberto Orsini (Jacques)

## Distinctions
- Prix Jean-Cocteau 1974
- Festival du film de Téhéran 1974 : Prix du meilleur film